# Отто, Бьёрн
Бьёрн Отто (нем. Björn Otto; 16 октября 1977, Фрехен) — немецкий прыгун с шестом, серебряный призёр Олимпийских игр 2012 года. 

Лучший результат Бьёрна Отто — 5.92 м — был поставлен 1 июля 2012 года на чемпионате Европы в Хельсинки. В помещениях лучший результат аналогичен, был поставлен в феврале 2012 года в Потсдаме. Лучшим достижением Бьёрна Отто является серебро Олимпиады, 2 место на чемпионате Европы 2012 и чемпионате мира в помещении 2012.
Все четыре раза Бьёрну Отто не позволял взойти на высшую ступень пьедестала его «злой гений» — Рено Лавиллени.

## Результаты
| Представляет Германия | Представляет Германия        | Представляет Германия     | Представляет Германия | Представляет Германия | Представляет Германия |
| --------------------- | ---------------------------- | ------------------------- | --------------------- | --------------------- | --------------------- |
| 2000                  | Чемпионат Европы в помещении | Гент, Бельгия             | 6                     | 5.50                  |                       |
| 2001                  | Универсиада                  | Пекин, Китай              | 7                     |                       |                       |
| 2003                  | Универсиада                  | Тэгу, Южная Корея         | 3                     | 5.50                  |                       |
| 2004                  | Чемпионат мира в помещении   | Будапешт, Венгрия         | 11                    | 5.65                  |                       |
| 2005                  | Чемпионат Европы в помещении | Мадрид, Испания           | 4                     | 5.70                  |                       |
| 2005                  | Универсиада                  | Измир, Турция             | 1                     | 5.80                  |                       |
| 2007                  | Чемпионат Европы в помещении | Бирмингем, Великобритания | 3                     | 5.71                  |                       |
| 2007                  | Чемпионат мира               | Осака, Япония             | 5                     | 5.81                  |                       |
| 2009                  | Чемпионат мира               | Берлин, Германия          | 16                    | 5.55                  |                       |
| 2012                  | Чемпионат мира в помещении   | Стамбул, Турция           | 2                     | 5.80                  |                       |
| 2012                  | Чемпионат Европы             | Хельсинки, Финляндия      | 2                     | 5.92                  |                       |
| 2012                  | Летние Олимпийские Игры      | Лондон, Великобритания    | 2                     | 5.91                  |                       |
| 2013                  | Чемпионат Европы в помещении | Гётеборг, Швеция          | 2                     | 5.76                  |                       |